# Shamanippon -색 의명생-
《shamanippon -색 의명생-》(shamanippon -ロイノチノイ- shamanippon -로이노치노이-[*])는 도모토 쯔요시의 통상 8번째 정규 음반이다.

## 개요
정규 음반으로서는, 2012년 발매한 《shamanippon -힘 의람사-》 이래로, 약 1년 10개월 만의 음반이다. 전작과 동일 타이틀로, 부제만 새롭게 지어졌다. 부제 〈색 의명생(로이노치노이)〉은 초회반 A에 수록되는 동명 타이틀로부터 채용한 것으로, 거꾸로 읽으면 〈생명의 색(이노치노이로)〉이 된다.

## 수록곡
전곡 작사·작곡: 도모토 쯔요시 / 편곡: shamanippon

### 초회반 A (도모토쿠베쯔요시짱반)
CD
1. Welcome to shamanippon - INISHIE groove
2. I gotta take you shamanippon
3. Ginger
4. shamaspice
5. イラミイナカハ / 래미 한득아
6. イノチトボクラ / 생명과 우리
7. 美しき日 / 아름다운 날
8. shamadokafunk - 謝 円 音 頭 / shamadokafunk - 사 원 음 두
9. ロイノチノイ / 색 의명생

DVD
1. 〈I gotta take you shamanippon〉 Music Clip
2. 〈I gotta take you shamanippon〉 Maiking

### 초회반 B (토쿠베쯔요시짱반)
CD
1. Welcome to shamanippon - INISHIE groove
2. I gotta take you shamanippon
3. Ginger
4. shamaspice
5. イラミイナカハ / 래미 는없덧
6. イノチトボクラ / 생명과 우리
7. 美しき日 / 아름다운 날
8. shamadokafunk - 謝 円 音 頭 / shamadokafunk - 사 원 음 두
9. 彼方（タイムマシーン） / 저편(타임머신)

DVD
1. 〈Ginger〉 Music Clip
2. 〈Ginger〉 Maiking

### 통상반 (후쯔요시반)
1. I gotta take you shamanippon
2. 縁 - groovin' / 연 - groovin'
3. Clap Your Mind
4. Welcome to shamanippon - INISHIE groove
5. イラミイナカハ / 래미 는없덧
6. ヒ ト ツ / 한 가 지
7. イノチトボクラ / 생명과 우리
8. 美しき日 / 아름다운 날
9. Ginger
10. shamaspice
11. shamadokafunk - 謝 円 音 頭 / shamadokafunk - 사 원 음 두
12. 瞬き - 涙 奏 / 깜빡임 - 눈물 연주